# Rovné
Rovné es un municipio del distrito de Rimavská Sobota en la región de Banská Bystrica, Eslovaquia. Tiene una población estimada al final del año 2024 de 106 habitantes.
Se encuentra ubicado al este de la región, en la cuenca hidrográfica del río Sajó —un afluente derecho del río Tisza— y cerca de la frontera con la región de Košice y con Hungría.

## Demografía
| Año        | 1994 | 2004     | 2014     | 2024     |
| ---------- | ---- | -------- | -------- | -------- |
| Población  | 189  | 165      | 131      | 106      |
| Diferencia |      | −12,69 % | −20,60 % | −19,08 % |

| Año        | 2023 | 2024    |
| ---------- | ---- | ------- |
| Población  | 107  | 106     |
| Diferencia |      | −0,93 % |